# Sri-lankische Cricket-Nationalmannschaft in Neuseeland in der Saison 1990/91
Die Tour der sri-lankischen Cricket-Nationalmannschaft nach Neuseeland in der Saison 1990/91 fand vom 31. Januar bis zum 5. März 1991 statt. Die internationale Cricket-Tour war Bestandteil der Internationalen Cricket-Saison 1990/91 und umfasste drei Tests und drei ODIs. Neuseeland gewann die ODI-Serie 3–0, während die Test-Serie 0–0 unentschieden endete.

## Vorgeschichte
Neuseeland bestritt zuvor ein Drei-Nationen-Turnier in Australien, Sri Lanka nahm am Asia Cup 1990 teil. Das letzte Aufeinandertreffen der beiden Mannschaften bei einer Tour fand in der Saison 1986/87 in Sri Lanka statt.

## Stadien
Die folgenden Stadien wurden für die Tour als Austragungsort vorgesehen.
| Stadion       | Stadt      | Kapazität | Spiele          |
| ------------- | ---------- | --------- | --------------- |
| Eden Park     | Auckland   | 50.000    | 3. Test; 2. ODI |
| Seddon Park   | Hamilton   | 10.000    | 2. Test         |
| McLean Park   | Napier     | 22.500    | 1. ODI          |
| Basin Reserve | Wellington | 11.000    | 1. Test         |

## Kaderlisten
Die folgenden Kader wurden von den Mannschaften benannt.
| Test | Test | ODI | ODI |
| Neuseeland | Sri Lanka | Neuseeland | Sri Lanka |
| --- | --- | --- | --- |
| - Grant Bradburn - Chris Cairns - Martin Crowe - Trevor Franklin - Mark Greatbatch - Richard Jones - Danny Morrison - Dipak Patel - Chris Pringle - Ken Rutherford - Ian Smith - Shane Thomson - Willie Watson - John Wright | - Asanka Gurusinha - Chandika Hathurusingha - Sanath Jayasuriya - Graeme Labrooy - Roshan Mahanama - Champaka Ramanayake - Arjuna Ranatunga - Rumesh Ratnayake - Charith Senanayake - Hashan Tillakaratne - Jayananda Warnaweera - Asoka de Silva - Aravinda de Silva | - Martin Crowe - Mark Greatbatch - Chris Harris - Richard Jones - Gavin Larsen - Danny Morrison - Richard Petrie - Chris Pringle - Richard Reid - Ken Rutherford - Ian Smith - Willie Watson - John Wright | - Asanka Gurusinha - Sanath Jayasuriya - Romesh Kaluwitharana - Graeme Labrooy - Roshan Mahanama - Champaka Ramanayake - Arjuna Ranatunga - Rumesh Ratnayake - Charith Senanayake - Hashan Tillakaratne - Kapila Wijegunawardene - Asoka de Silva - Aravinda de Silva |

## One-Day Internationals

### Erstes ODI in Napier
| 26. Januar Scorecard | Napier | Sri Lanka 177-8 (50)             | – | Neuseeland 178-5 (42.3) |
|                      |        | Neuseeland gewinnt mit 5 Wickets |   |                         |

### Zweites ODI in Auckland
| 28. Januar Scorecard | Auckland | Neuseeland 242-5 (50)          | – | Sri Lanka 201 (44.4) |
|                      |          | Neuseeland gewinnt mit 41 Runs |   |                      |

### Drittes ODI in Dunedin
| 6. Februar Scorecard | Dunedin (CS) | Neuseeland 272-6 (50)           | – | Sri Lanka 165 (33.1) |
|                      |              | Neuseeland gewinnt mit 107 Runs |   |                      |

## Tests

### Erster Test in Wellington
| 31. Januar – 4. Februar Scorecard | Wellington (BR) | Neuseeland 174 (58.3) & 671 (220.3) | – | Sri Lanka 497 (151.1) |
|                                   |                 | Remis                               |   |                       |

### Zweiter Test in Hamilton
| 22. – 26. Februar Scorecard | Hamilton | Neuseeland 296 (121.4) & 374-6d (105) | – | Sri Lanka 253 (93.4) & 344-6 (125) |
|                             |          | Remis                                 |   |                                    |

### Dritter Test in Auckland
| 1. – 5. März Scorecard | Auckland | Sri Lanka 380 (105) & 319 (96) | – | Neuseeland 317 (115.3) & 261-5 (99) |
|                        |          | Remis                          |   |                                     |